# Solihin G. P.
Solihin Gautama Purwanegara (21 tháng 7 năm 1926 – 5 tháng 3 năm 2024) là một cựu sĩ quan quân đội và chính trị gia người Indonesia, ông giữ chức thống đốc Tây Java từ năm 1970 đến năm 1975. Khi còn là sinh viên, ông gia nhập Lục quân Indonesia trong cuộc cách mạng dân tộc. Sau khi Indonesia công nhận chủ quyền vào năm 1949, ông phục vụ trong Quân khu Siliwangi trước khi gia nhập Quân khu Hasanuddin và sau đó trở thành tư lệnh quân khu này. Ông được bổ nhiệm giữ chức thống đốc Tây Java vào năm 1970, nhưng do bất đồng về chính sách với chính quyền trung ương nên ông chỉ đảm nhận một nhiệm kỳ. Ông vẫn hoạt động chính trị sau chức thống đốc, trở thành cố vấn cho Tổng thống Suharto đến năm 1993. Ông gia nhập PDI-P một thời gian ngắn sau khi Suharto sụp đổ, và hoạt động trong chiến dịch tranh cử tổng thống của Joko Widodo.

## Đầu đời và học vấn
Solihin Gautama Purwanegara sinh ngày 21 tháng 7 năm 1926, tại Tasikmalaya, Preanger, Đông Ấn Hà Lan (nay là Tây Java, Indonesia). Ông là con trai của Abdulgani Poerwanegara, một công chức trong chính quyền thuộc địa từng làm việc ở Bandung, Garut và Siti Ningrum. Ông học tại trường tiểu học thuộc địa (ELS) và hai năm tại trường sơ đẳng nâng cấp (MULO).

## Binh nghiệp
Cách mạng Dân tộc Indonesia xảy ra lúc Solihin học trung học và ông gia nhập Lực lượng vũ trang Indonesia; ông tham gia kỳ thi cuối kỳ trong quân phục chiến đấu. Ông đấu tranh chống lại Đảng Cộng sản Indonesia sau Vụ Madiun năm 1948. Sau đó, ông tham gia các hoạt động chống lại cuộc nổi loạn Hồi giáo Darul ở Tây Java. Lúc đầu, ông được phân công đến Quân khu Siliwangi ở Tây Java, cùng nhiệm vụ ở Bangka khi là tư lệnh tiểu đoàn từ năm 1951 đến năm 1953. Ông học tại Đại học Chỉ huy và Tổng tham mưu Lục quân Indonesia từ năm 1953 đến năm 1954, giảng dạy tại trường từ năm 1954 đến năm 1956, và sau đó tham gia khóa học một năm tại Hoa Kỳ.
Sau khi hoàn thành việc học, ông trở lại Quân khu Siliwangi và phục vụ đến năm 1964. Ông sau đó chuyển đến Quân khu Hasanuddin ở Nam Sulawesi, tham gia các hoạt động chống lại nhánh Hồi giáo Darul của Abdul Kahar Muzakkar. Ông trở thành tư lệnh Quân khu Hasanuddin vào năm 1965. Theo một giai thoại được kể lại trong tiểu sử của người tiền nhiệm Mohammad Jusuf, Solihin đã ngủ trong một nghi lễ thì Jusuf bất ngờ chỉ định Solihin là người kế nhiệm, và sĩ quan phụ tá của Solihin phải đánh thức ông để báo cho biết về việc này. Ông được bổ nhiệm giữ chức thống đốc bộ phận lục quân của Học viện Lực lượng Vũ trang Indonesia (AKABRI Bagian Darat) vào ngày 15 tháng 7 năm 1968. Quân hàm cuối cùng của ông trong quân đội là trung tướng.

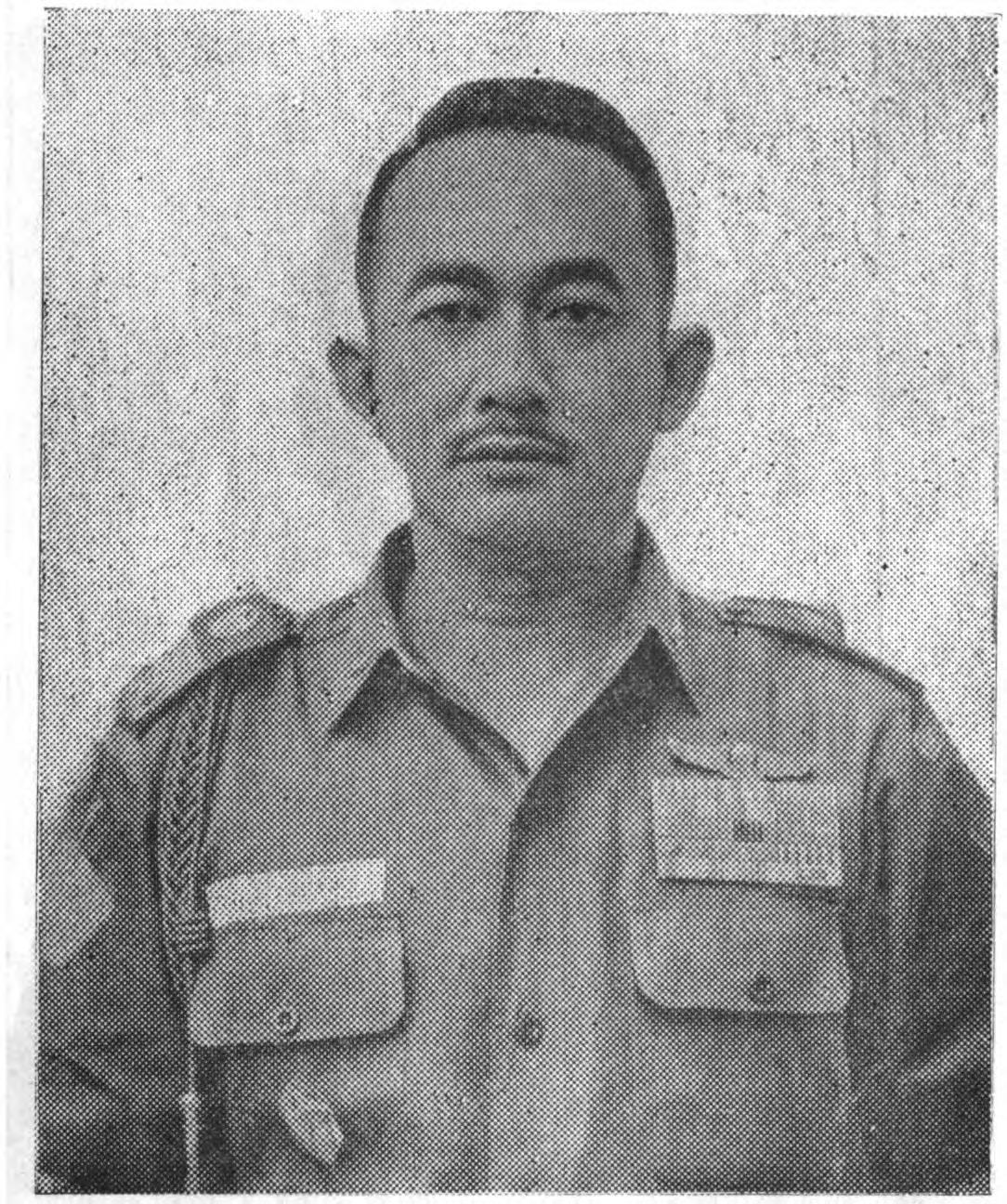
Solihin lúc là thống đốc AKABRI Bagian Darat, 1968

## Thống đốc
Solihin nhậm chức thống đốc Tây Java vào năm 1970. Cấp phó của ông Nasuhi, từng là cấp trên của Solihin trong lực lượng vũ trang trong cuộc cách mạng – Nasuhi là người chỉ huy tiểu đoàn và Solihin là chỉ huy đại đội trong tiểu đoàn. Theo Solihin kể lại, ông sau đó được thống đốc Ali Sadikin mời đến Jakarta. Trong chuyến thăm của Solihin tới Jakarta, Ali ghi nhận khu vực Tây Java tiếp giáp Jakarta chậm phát triển và cho rằng tỉnh này nên nhượng lại khu vực biên giới cho Jakarta để được phát triển tốt hơn. Solihin cho biết ông thấy khó chịu với điều này và do đó tập trung chú ý vào các khu vực trên – đặc biệt là Tangerang, Bekasi và Puncak phát triển đối với ngành dệt may, xi măng và du lịch.
Trái với thông lệ tiêu chuẩn của chính phủ Indonesia vào thời điểm đó là trực tiếp bầu chọn các viên chức hành chính cấp thấp, Solihin cho phép địa phương nhiều tự chủ trong việc bầu chọn chức nhiếp chính trong nhiệm kỳ, ngoài ra cho phép chính quyền địa phương kiểm soát doanh thu từ thuế. Ông tư nhân hóa các công ty đại chúng và tài sản thất thoát, như đất nông nghiệp không canh tác. Vì bất đồng về chính sách này của Bộ trưởng Bộ Nội vụ Amir Machmud, Solihin không đảm nhận nhiệm kỳ thứ hai và chức thống đốc của ông kết thúc vào năm 1975.

## Sự nghiệp sau đó

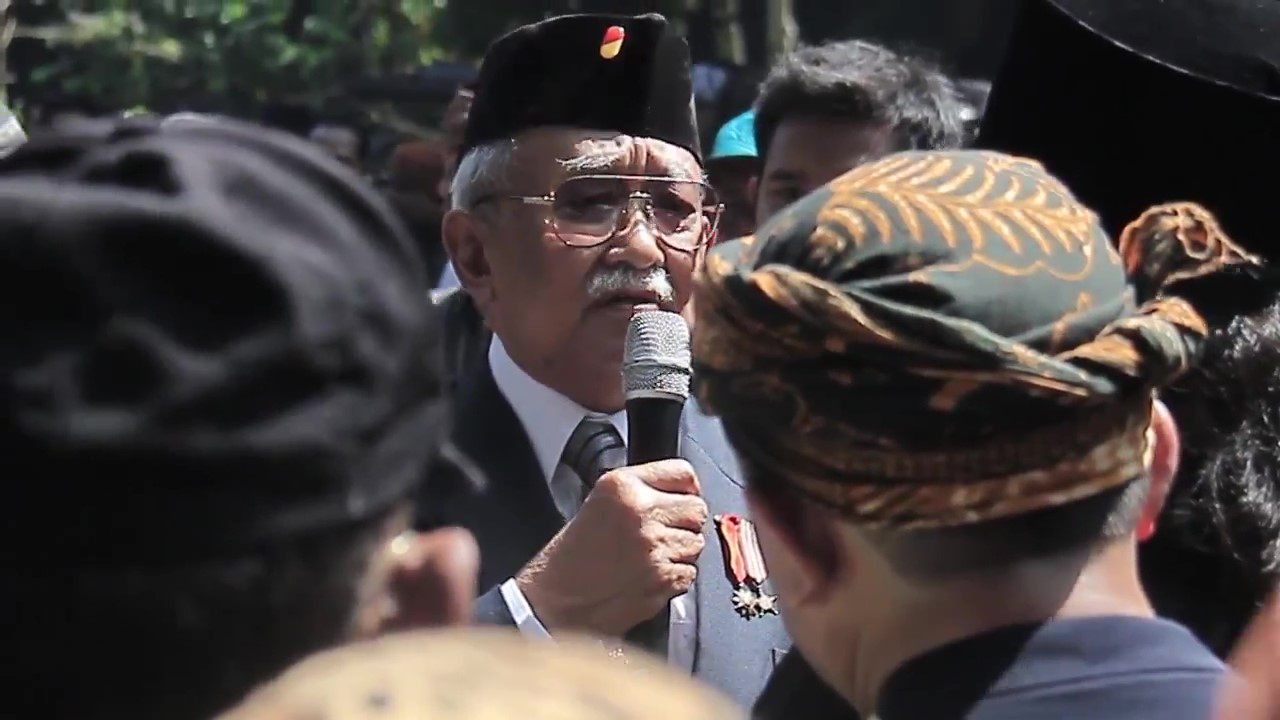
Solihin phát biểu phản đối Thị trưởng Bandung năm 2013

Sau nhiệm kỳ thống đốc, Solihin nghỉ hưu tại một khu đất nông nghiệp nông thôn, cho đến khi được bổ nhiệm làm Thư ký Tổng thống về Kiểm soát Hoạt động Phát triển vào năm 1977. Ông giữ chức vụ này đến năm 1993, sau đó gia nhập Hội đồng Cố vấn Tối cao và trở thành chủ tịch ủy viên hội đồng tại một doanh nghiệp liên doanh giữa hai công ty thuộc sở hữu nhà nước. Ông gia nhập PDI-P ngay sau khi Suharto sụp đổ và trở thành đại biểu của Hội nghị Hiệp thương Nhân dân (MPR) với tư cách là người đại diện khu vực, nhưng ông rời khỏi PDI-P do bất đồng về sửa đổi Hiến pháp Indonesia. Với tư cách là đại biểu MPR, ông phản đối việc thành lập một ủy ban đặc biệt để kiểm toán tài sản cá nhân của các viên chức chính phủ, cho rằng ủy ban này sẽ kém hiệu quả và lãng phí tài chính. Ủy ban đã tố cáo Solihin với cảnh sát do ông từ chối đệ trình bản định giá tài sản cá nhân. Từ năm 2000 đến năm 2004, Solihin đi vận động đề án bình thường hóa bờ sông Ci Tanduy, cùng với Susi Pudjiastuti sau này trở thành bộ trưởng.
Solihin được các chính trị gia cấp cao đến thăm sau khi nghỉ hưu, gồm Susilo Bambang Yudhoyono và Joko Widodo trước chiến dịch tranh cử tổng thống của họ vào năm 2004 và 2014. Solihin công khai ủng hộ Widodo tranh cử thành công với tư cách tổng thống trong hai cuộc bầu cử năm 2014 và 2019, ông là cố vấn cho nhóm vận động tranh cử của Widodo vào năm 2019. Năm 2017, Solihin nhập viện do bị đột quỵ nhẹ, Tổng thống Joko Widodo đã đến thăm ông. Widodo đến thăm ông một lần nữa vào năm 2018. Solihin bị nhiễm COVID-19 vào năm 2021, và một trò lừa bịp lan truyền trên phương tiện truyền thông đưa tin về cái chết của ông.

## Qua đời
Solihin qua đời vào ngày 5 tháng 3 năm 2024 khi đang điều trị tại Bệnh viện Advent ở Bandung do bệnh phổi và thận. Hưởng thọ 97 tuổi. Solihin được chăm sóc trong bệnh viện 15 ngày trước khi qua đời. Ông được chôn cất cùng ngày tại Nghĩa trang Anh hùng Cikutra ở Bandung, sau khi quàn linh cữu tại sở chỉ huy của Quân khu Siliwangi ở Bandung. Solihin và vợ có bốn người con.